# راديك تاجيروف
راديك تاجيروفيتش تاجيروف (ولد في مايو 1982)، الملقب بـ «مجنون الفولجا»، هو قاتل متسلسل روسي قتل 31 امرأة مسنة في جمهورية تتارستان وما حولها بين عامي 2011 و2012. في مارس 2024، حُكم عليه بالسجن مدى الحياة.

## بداية حياته
وُلِد راديك تاجيروف في جمهورية تتارستان الاشتراكية السوفيتية ذاتية الحكم، والتي أصبحت فيما بعد الجمهورية الروسية المعروفة باسم تتارستان بعد انهيار الاتحاد السوفيتي. بعد أن وصل إلى مرحلة البلوغ، عمل تاجيروف في مهنة صناعة الأقفال في مدينة قازان، عاصمة تتارستان. في عام 2009، بعد إدانته بتهمة السرقة البسيطة، أمضى السنوات الأربع التالية متشردًا يتجول من مكان إلى آخر باحثًا عن وسائل للبقاء على قيد الحياة في الشارع.

## جرائم القتل
وفي الفترة من مارس/آذار 2011 إلى سبتمبر/أيلول 2012، وقعت سلسلة من جرائم القتل المماثلة لنساء مسنات في منطقتي الفولجا والأورال الفيدراليتين. وكانت جميع الضحايا من النساء العازبات، تتراوح أعمارهن بين 75 و90 عاماً، وكل واحدة منهن تعيش في خروتشوفكا. وبحسب المحققين، دخل تاجيروف الشقق متظاهرًا بأنه موظف في شركة مرافق أو الخدمة الاجتماعية. خنقت جميع الضحايا بأشياء مرتجلة (على سبيل المثال، حزام رداء الحمام) أو بأيديهم. بعد جرائم القتل، كان تاجيروف يسرق الأموال والأشياء الثمينة من الشقة.
وقعت جرائم القتل التسع الأولى في قازان. نجت إحدى الضحايا، ولكن بسبب إصابتها بالعمى، لم تتمكن من وصف مهاجمها. وقعت جرائم قتل مماثلة في أوليانوفسك، ونيجني نوفغورود، وإيجيفسك، وبيرم (اثنتان في أبريل/نيسان 2012)، وسامارا (اثنتان في أبريل/نيسان ومايو/أيار 2012). بحلول الأول من أغسطس 2012، كان هناك ثمانية عشر جريمة قتل. في الفترة ما بين 25 و27 سبتمبر 2012، وقعت آخر ثلاث جرائم قتل في أوفا. كان من المتوقع في البداية أن يبلغ إجمالي عدد جرائم القتل 32 جريمة.
في 26 سبتمبر/أيلول 2012، صور الجاني المزعوم بواسطة كاميرا مراقبة عند مدخل أحد منازل الضحايا. وبعد ذلك تم إنشاء صورة مركبة للوجه.

## تحقيق
وفي عام 2013، تعهدوا بمكافأة قدرها مليون روبل مقابل الحصول على معلومات مفيدة للتحقيق. في العام نفسه، طرحت نظرية مفادها أن القاتل كان مختبئًا في منطقة ساخالين.
في 6 فبراير/شباط 2017، صرح نائب رئيس الإدارة الرئيسية لعلم الجريمة في هيئة التحقيقات الجنائية في الاتحاد الروسي، إيفان ستريلتسوف، للصحفيين بأن المحققين لديهم سبب للاعتقاد بأن الشخص المطلوب كان مقيمًا في أودمورتيا.
في 28 مارس 2017، ألقي القبض على مواطن كازاخستاني يبلغ من العمر 37 عامًا في سامارا للاشتباه في تورطه في جرائم القتل، حيث قتل امرأتين مسنتين هناك يومي 25 و27 مارس 2017.
في 25 مايو 2017، اقترح المحققون أن الجاني كان من مواطني تتارستان ودرس في إحدى مدارس قازان.

## الاعتقال والمحاكمة والسجن
في 1 ديسمبر/كانون الأول 2020، اعتقل تاجيروف واعترف بارتكاب ما لا يقل عن 25 جريمة قتل. استخدمت أدلة الحمض النووي وبصمات الأحذية لتحديد هويته باعتباره القاتل. وادعى أنه قتل الضحايا «دون ألم» من أجل البقاء على قيد الحياة في الشوارع. تراجع لاحقًا عن اعترافه، مدعيًا أنه افترى على نفسه تحت الضغط.
بدأت محاكمة تاجيروف في أكتوبر 2022. في 21 مارس 2024، حُكم عليه بالسجن مدى الحياة بتهمة ارتكاب 31 جريمة قتل، وعدة محاولات قتل، و34 اعتداءً.

## روابط خارجية
- "مجنون الفولجا" الذي قتل 30 امرأة عجوزا لا يزال مطلوبا ولكن لم يتم زيادة المكافأة
- زاغودورسكي يو. الوحش وكازانوفا وسيروتا. 7 مهووسين دائمين وقاتلين متسلسلين / الحجج والحقائق. "AiF-Prikamie" بتاريخ 14 أغسطس 2015